# Blake Shields
Blake Shields (Ithaca, ...) è un attore statunitense.

## Carriera
Nel 2005 è protagonista nella serie TV Sleeper Cell.
Dal 2006 al 2008 invece è protagonista della terza stagione della serie Heroes, in cui interpreta il ruolo di Flint Gordon.

## Filmografia

### Cinema
- Delitto + castigo a Suburbia (Crime + Punishment in Suburbia), regia di Rob Schmidt (2000)
- New Port South, regia di Kyle Cooper (2001)
- Armor, regia di Justin Routt (2024)

### Televisione
- West Wing - Tutti gli uomini del Presidente (West Wing) - serie TV, episodio 1x06 (1999)
- JAG - Avvocati in divisa (JAG) - serie TV, episodio 7x18 (2002)
- CSI - Scena del crimine (CSI: Crime Scene Investigation) - serie TV, episodi 4x02, 10x08 (2003, 2009)
- NCIS - Unità anticrimine (NCIS) - serie TV, episodio 1x13 (2004)
- Cold Case - Delitti irrisolti (Cold Case) - serie TV, episodio 1x11 (2004)
- Sleeper Cell - serie TV, 10 episodi (2005)
- Veronica Mars - serie TV, episodio 3x05 (2005)
- Heroes - serie TV, 11 episodi (2006-2008)
- Crossing Jordan - serie TV, episodio 6x03 (2007)
- The Closer - serie TV, episodio 3x09 (2007)
- Bones - serie TV, episodio 4x07 (2008)
- Criminal Minds - serie TV, episodio 5x04 (2009)
- CSI: Miami - serie TV, episodio 10x10 (2011)
- Il risolutore (The Finder) - serie TV, episodio 1x02 (2012)
- The Mentalist - serie TV, episodio 7x06 (2015)
- CSI: Cyber - serie TV, episodio 1x12 (2015)
- Aquarius - serie TV, episodio 1x06 (2015)
- Castle - serie TV, episodio 8x04 (2015)
- Lucifer - serie TV, episodio 3x16 (2018)
- Good Girls - serie TV, episodio 2x07 (2018)
- 9-1-1: Lone Star - serie TV, episodio 2x08 (2021)
- American Horror Story - serie TV, episodio 10x03 (2021)
- American Horror Stories - serie TV, episodio 1x06 (2021)
- Mayor of Kingstown - serie TV, episodio 2x08 (2023)

## Doppiatori italiani
Nelle versioni in italiano delle opere in cui ha recitato, Blake Shields è stato doppiato da:
- Marco Baroni in Criminal Minds, Touch, Armor
- Francesco Bulckaen in Cold Case - Delitti irrisolti, The Closer
- Massimiliano Plinio in Sleeper Cell, Castle
- Alessandro Budroni in Lucifer, 9-1-1: Lone Star
- Francesco Pezzulli in New Port South
- Giorgio Milana in NCIS - Unità anticrimine
- Sergio Luzi in Veronica Mars
- Federico Di Pofi in Carnivàle
- Gianluca Solombrino in Heroes
- Mirko Mazzanti in Crossing Jordan
- Paolo Vivio in Bones
- Luigi Ferraro in CSI: Miami
- Gianluca Machelli ne Il risolutore
- Stefano Macchi in Aquarius
- Francesco Rizzi in Good Girls
- Dario Oppido in American Horror Stories